# メトン (クレーター)
メトン (Meton) は、月の表側にある巨大なクレーターであり、月の北部に位置する。紀元前433年に太陰暦の閏月の根拠となったメトン周期（月の朔望と季節の一致が循環する周期）を発見した古代ギリシアの天文学者、メトンにちなんで名づけられた。
メトンは地球から見ると北の縁付近に位置しているため、東西に長い楕円形に見える。メトンの南西にはバローが位置しており、メトンEの南西の周壁と接している。メトンの北東にはバイヨーとエウクテモンが、メトンの北西にはスコアズビーが位置しており、メトンの南東にはネイソンが位置している。
メトンの南部には直径77キロメートルのメトンCが、メトンの南東部には直径78キロメートルのメトンDが位置しており、メトンの北西部には直径42キロメートルのメトンEが、南西部には直径51キロメートルのメトンFが位置している。メトンの従属クレーターであるメトンC、メトンD、メトンE、およびメトンFは、メトンと合体して広大な壁平原を形成している。この壁平原の底は溶岩で満たされており、クローバーの葉のような形を作っている。メトンの周壁は従属クレーターによって大きく消失しており、西側と北西側の周壁のみが残存している。

## 従属クレーター
メトンのごく近くにある小さな無名のクレーターについては、アルファベットを付加することによって識別される。
| 名称    | 月面緯度     | 月面経度     | 直径  |
| ------- | ------------ | ------------ | ----- |
| メトンA | 北緯 73.3 度 | 東経 31.3 度 | 14 km |
| メトンB | 北緯 71.2 度 | 東経 18.0 度 | 6 km  |
| メトンC | 北緯 70.6 度 | 東経 19.0 度 | 77 km |
| メトンD | 北緯 72.2 度 | 東経 24.7 度 | 78 km |
| メトンE | 北緯 75.3 度 | 東経 15.3 度 | 42 km |
| メトンF | 北緯 72.0 度 | 東経 14.2 度 | 51 km |
| メトンG | 北緯 72.9 度 | 東経 28.4 度 | 10 km |
| メトンW | 北緯 67.4 度 | 東経 17.3 度 | 7 km  |